# Melih Mahmutoğlu
Melih Mahmutoğlu, né le 12 mai 1990, à Kadıköy, en Turquie, est un joueur turc de basket-ball. Il évolue au poste d'arrière.

## Palmarès
- Vainqueur de l'Euroligue 2016-2017 et 2024-2025 avec le Fenerbahçe
- Champion de Turquie 2014, 2016, 2017, 2018, 2022,2024 et 2025
- Vainqueur de la Coupe de Turquie 2019, 2020, 2024, 2025
- Vainqueur des Jeux méditerranéens 2013